# Hannelore-Greve-Literaturpreis
Hannelore-Greve-Literaturpreis je literární cena, udělovaná od roku 2004 každý druhý rok organizací Hamburger Autorenvereinigung za „vynikající výsledky v oblasti německé literatury“.
Odměnou je 25.000 euro, kterou dotuje hamburská čestná občanka a mecenáška Hannelore Greve.

## Ocenění autoři
- 2018: Ulla Hahnová
- 2016: Hanns-Josef Ortheil[1]
- 2014: Herta Müllerová[2]
- 2012: Gerhard Henschel
- 2010: Lea Singer
- 2008: Arno Surminski
- 2006: Hans Pleschinski
- 2004: Siegfried Lenz